# Iranattus
Genre
Synonymes
- Monomotapa Wesołowska, 2000

Iranattus est un genre d'araignées aranéomorphes de la famille des Salticidae.

## Distribution
Les espèces de ce genre se rencontrent en Iran, en Inde, en Côte d'Ivoire, au Nigeria, au Cameroun et au Zimbabwe.

## Liste des espèces
Selon World Spider Catalog (version 25.0, 23/05/2024) :
- Iranattus rectangularis Prószyński, 1992
- Iranattus principalis (Wesołowska, 2000)

## Systématique et taxinomie
Ce genre a été décrit par Prószyński en 1992 dans les Salticidae.
Monomotapa a été placé en synonymie par Prószyński en 2017.

## Publication originale
- Prószyński, 1992 : « Salticidae (Araneae) of the Old World and Pacific Islands in several US collections. » Annales zoologici, vol. 44, p. 87-163.